# Neolythria maculosa
Neolythria maculosa är en fjärilsart som beskrevs av Eugen Wehrli 1934. Neolythria maculosa ingår i släktet Neolythria och familjen mätare. Inga underarter finns listade i Catalogue of Life.